# Hodie
Hodie (Este día, en latín) es una cantata del compositor británico Ralph Vaughan Williams compuesta entre 1953 y 1954 y dedicada al Nacimiento de Cristo, con textos evangélicos y de poetas ingleses de distintas etapas, incluyendo su mujer, Úrsula.
Es su última composición a gran escala y se estrenó bajo su batuta en la Catedral de Worcester como parte del Festival de los Tres Coros, el 8 de septiembre de 1954. La pieza está dedicada a Herbert Howells.
Dividida en dieciséis números, está compuesta para soprano, tenor, barítono, coro, coro de niños, órgano y orquesta.

## Estilo
La obra representa una recapitulación del estilo propio del compositor durante sus distintas etapas creativas. La fusión de textos bíblicos y poéticos es una combinación experimentada en Dona nobis pacem o Sancta Civitas mientras que la orquestación a gran escala o la disposición de los coros y los solistas recuerda a obras como las Sinfonías Marina y Antártica.
Formalmente, la obra tiene varios motivos centrales. Uno de ellos se escucha al aparecer por primera vez la palabra Gloria en el primer movimiento. Otro, introducido en la primera narración, reaparece al comienzo del epílogo. El texto final emplea la misma melodía que la canción para la soprano, con diferente orquestación.

## Estructura
El texto está escrito en inglés, a excepción del texto inicial, procedente del Oficio de Vísperas de Navidad, en latín. Las narraciones evangélicas corresponden al coro de niños acompañado por el órgano, mientras que los corales son cantados por el coro a capela.
I. Prólogo. La obra se inicia con una rítmica fanfarria del metal, que da paso a un extracto del texto del Oficio de Vísperas de Navidad, a cargo del coro masculino.
II. Narración. El coro de niños, acompañado del órgano, expone el nacimiento de Cristo según los relatos evangélicos de Mateo (1,18-21) y Lucas (1,32), a lo que se sucede la Anunciación del ángel a José, a cargo del tenor, rematado por el coro en un explosivo clímax orquestal.
III. Canción. A cargo de la soprano, sobre el poema de John Milton En la mañana de la Natividad de Cristo. Los últimos versos son rematados por el coro femenino.
IV. Narración. El coro de niños, acompañado del órgano, expone el decreto del Emperador Augusto sobre el censo, procedente del Evangelio de Lucas (2, 1-7).
V. Coral. A cargo del coro a capela, es una traducción de Miles Coverdale de un himno de Martín Lutero.
VI. Narración. El coro de niños, acompañado del órgano, expone el anuncio a los pastores, procedente del Evangelio de Lucas (2, 8-17). La parte del ángel es encomendada al tenor, la soprano expone las palabras de las huestes celestiales, mientras que los pastores son representados por el coro masculino.
VII. Canción. Iniciada con un tema intimista en las maderas, está encomendada al barítono, sobre el poema El buey de Thomas Hardy.
'VIII. Narración. El coro de niños, acompañado del órgano, expone la alabanza de Dios a los pastores (Gloria a Dios en las alturas), procedente del Evangelio de Lucas (2,20).
IX. Pastoral. A cargo del barítono, sobre un poema de George Herbert.
X. Narración. El coro de niños, acompañado del órgano, canta, del Evangelio de Lucas, el versículo 2,19: Pero María guardaba todas estas cosas, meditándolas en su corazón.
XI. Nana. Para soprano y coro femenino, está basada en un texto anónimo que también emplea Benjamin Britten, Dulce era la canción que la Virgen cantó.
XII. Himno. A cargo del tenor, se abre con una fanfarria. El texto procede del poema Día de Navidad, de William Drummond.
XIII. Narración. El coro de niños, acompañado del órgano, expone la llegada de los Reyes Magos según el Evangelio de Mateo (2,1-11). La voz de los Reyes corresponde a hombres del coro.
XIV. Marcha de los tres Reyes. Es el primer número de conjunto para todos los intervinientes. La orquesta introduce un misterioso y triunfal tema a ritmo de marcha que después expone el coro masculino, al que se le une el resto del coro. El texto, escrito expresamente para la obra por la esposa del compositor, Ursula Vaughan Williams, describe a cada uno de los reyes y su regalo, expuesto cada uno por un solista.
XV. Coral. A cargo del coro a capela, procede de un poema anónimo cuyo segundo verso fue retocado por la esposa del compositor.
XVI. Epílogo. Se inicia de forma íntima con los tres solistas, que cantan el texto inicial del Evangelio de Juan (En el Principio era el Verbo) y con un versículo del Evangelio de Mateo (1,23). Entra el coro y la orquesta completa, con repique de campanas, que finalizan la obra en sones triunfales con un extracto del poema En la mañana de la Natividad de Cristo, de John Milton, que canta de forma alegórica la gloria de Dios.

## Discografía
La obra no está entre las más interpretadas de Vaughan Williams, fundamentalmente por su complejidad, si bien cuenta con varias grabaciones de gran calidad:
- Sir David Willcocks, Orquesta Sinfónica de Londres, Coro de la Abadía de Westminster, Janet Baker (soprano), Richard Lewis (tenor), John Shirley-Quirk (barítono), Sir Philip Ledger (órgano), 1965 (EMI).
- Richard Hickox, Coro y Orquesta Sinfónica de Londres, Coro de la Catedral de San Pablo de Londres, Elizabeth Gale (soprano), Robert Tear (tenor), Stephen Roberts (barítono), 2001 (Warner).
- Hillary Davan Wetton, Royal Philharmonic Orchestra, Sociedad Coral de Guildford, Janice Watson (soprano), Peter Hoare (tenor), Stephen Gadd (barítono), 2007 (Naxos).

- Datos: Q3139026